# لوثار بومغارتن
لوثار بومغارتن (بالألمانية: Lothar Baumgarten؛ بالإنجليزية: Lothar Baumgarten) هو فنان تنصيبي ومصور وفنان أمريكي وألماني، ولد في 1944 في راينسبرغ في ألمانيا، وتوفي في 2 ديسمبر 2018 في برلين في ألمانيا.

## وصلات خارجية
- لوثار بومغارتن على موقع ديسكوغز (الإنجليزية)